# Schermen op de Paralympische Zomerspelen 1968
De IIIe Paralympische Spelen werden in 1968 gehouden in Tel Aviv, Israël. De bedoeling was dat de spelen, net zoals de Olympische Spelen dat jaar in Mexico-Stad (Mexico) gehouden zouden worden. Maar de Mexicaanse regering zag ervan af vanwege de moeilijkheden die het met zich meebracht. Het schermen stond dit jaar ook voor de derde keer op het programma, en was een van de 10 sporten die op het programma stonden. 
Voor Nederland waren er geen schermers op deze spelen actief.  Wilfred van Brauene behaalde de eerste medaille voor België bij het schermen.

## Mannen

### Floret
| \| Rank \| Land \| \| ---- \| ------------------- \| \| 1 \| Frankrijk \| \| 2 \| Italië \| \| 3 \| Verenigd Koninkrijk \| |                     |
| Rank | Land                |
| 1 | Frankrijk           |
| 2 | Italië              |
| 3 | Verenigd Koninkrijk |

| Klasse      | !land | Goud           | land | Zilver       | land | Brons     |
| ----------- | ----- | -------------- | ---- | ------------ | ---- | --------- |
| Individueel | ITA   | Roberto Marson | ITA  | Vittorio Loi | FRA  | Serge Bec |

### Degen
| \| Rank \| Land \| \| ---- \| ------------------- \| \| 1 \| Italië \| \| 2 \| Frankrijk \| \| 3 \| Verenigd Koninkrijk \| |                     |
| Rank | Land                |
| 1 | Italië              |
| 2 | Frankrijk           |
| 3 | Verenigd Koninkrijk |

| Klasse      | !land | Goud               | land | Zilver       | land | Brons           |
| ----------- | ----- | ------------------ | ---- | ------------ | ---- | --------------- |
| Beginners   | FRG   | Hans-Joachim Boehm | ISR  | Sasson       | FRG  | Willi Schneider |
| Individueel | ITA   | Roberto Marson     | ITA  | Vittorio Loi | ITA  | Giuliano Koten  |

### Sabel
| \| Rank \| Land \| \| ---- \| --------- \| \| 1 \| Frankrijk \| \| 2 \| Italië \| \| 3 \| IJsland \| |           |
| Rank                                                                                                 | Land      |
| 1 | Frankrijk |
| 2 | Italië    |
| 3 | IJsland   |

| Klasse      | !land | Goud           | land | Zilver    | land | Brons               |
| ----------- | ----- | -------------- | ---- | --------- | ---- | ------------------- |
| Individueel | ITA   | Roberto Marson | FRA  | Serge Bec | BEL  | Wilfred van Brauene |

## Vrouwen

### Floret
| \| Rank \| Land \| \| ---- \| ------------------- \| \| 1 \| Verenigd Koninkrijk \| \| 2 \| Frankrijk \| \| 3 \| Italië \| |                     |
| Rank | Land                |
| 1 | Verenigd Koninkrijk |
| 2 | Frankrijk           |
| 3 | Italië              |

| Klasse      | !land | Goud     | land | Zilver       | land | Brons         |
| ----------- | ----- | -------- | ---- | ------------ | ---- | ------------- |
| Beginners   | ISR   | Sharabi  | FRA  | Pequin       | ISR  | Ayala Malchan |
| Individueel | FRA   | Delattre | ITA  | Elena Monaco | GBR  | Haynes        |

Atletiek · Basketbal · Boogschieten · Dartchery · Gewichtheffen · Koersbal · Schermen · Snooker · Tafeltennis · Zwemmen
Rome 1960 ·
Tokio 1964 ·
Tel Aviv 1968 ·
Heidelberg 1972 ·
Toronto 1976 ·
Arnhem 1980 ·
New York & Stoke Mandeville 1984 ·
Seoel 1988 ·
Barcelona 1992 ·
Atlanta 1996 ·
Sydney 2000 ·
Athene 2004 ·
Peking 2008 ·
Londen 2012 ·
Rio de Janeiro 2016 ·
Tokio 2020 ·
Parijs 2024 ·
Los Angeles 2028